# Becca Balint

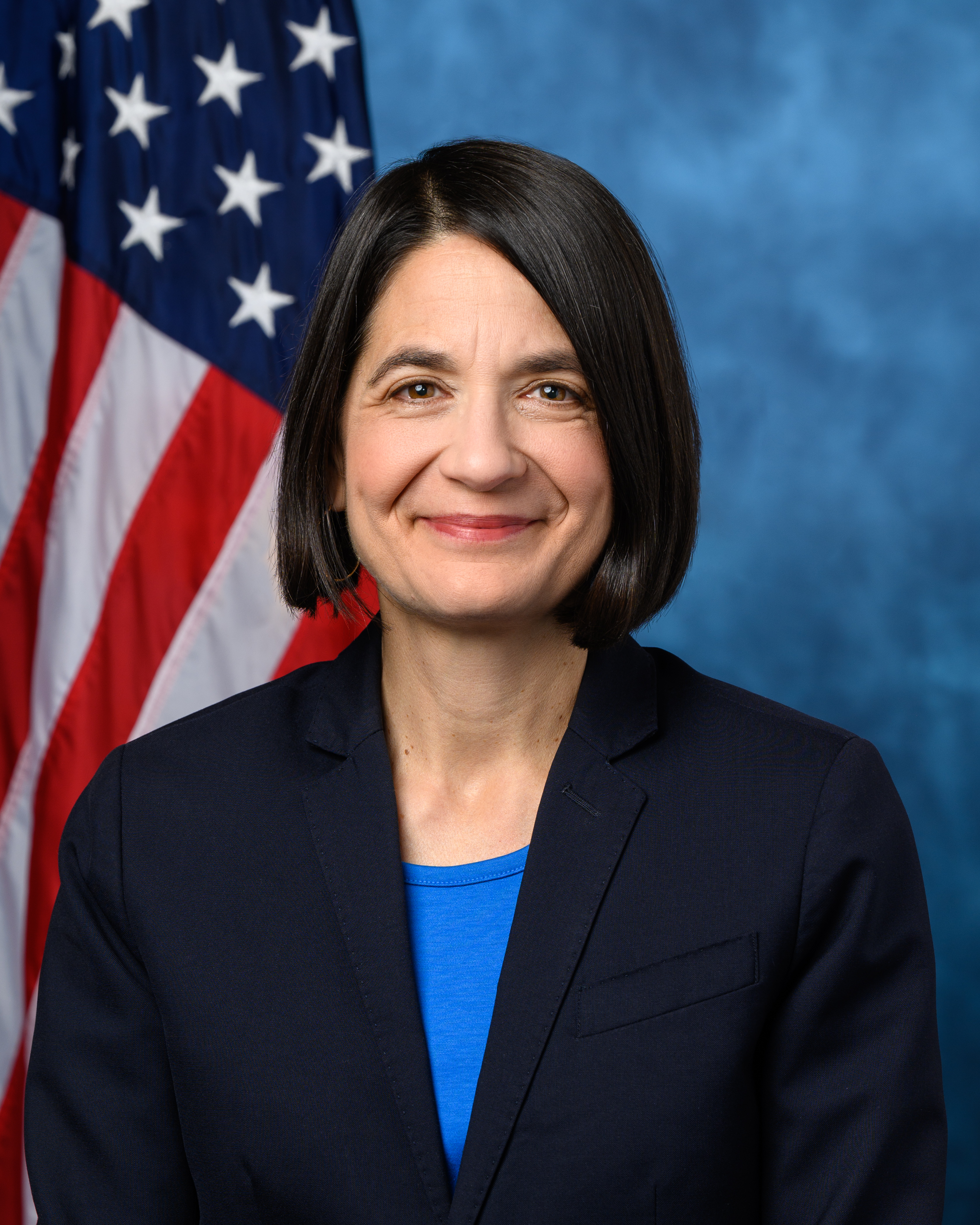
Becca Balint (2023)

Rebecca A. „Becca“ Balint (* 4. Mai 1968 in Heidelberg) ist eine US-amerikanische Politikerin der Demokratischen Partei, Lehrerin und Autorin. Sie vertrat seit dem Januar 2023 den Bundesstaat Vermont im Repräsentantenhaus der Vereinigten Staaten. Vorher war sie ab 2015 Mitglieder des Senats Von Vermont und von 2017 bis 2021 Mehrheitsführerin im Senat des Bundesstaates.

## Leben
Balint wurde in Heidelberg als Tochter eines US-amerikanischen Soldaten geboren. Ihre Kindheit verbrachte sie in Peekskill und New York. Sie besuchte die Walter Panas High School. Balint studierte am Smith College (Bachelor of Arts), an der Harvard University (MEd) und an der University of Massachusetts Geschichte und Pädagogik. Sie zog 1994 nach Vermont und arbeitete am Community College of Vermont in Brattleboro.
Als Autorin schrieb sie verschiedene Werke.
Balint ist mit Elizabeth Wohl verheiratet und hat zwei Kinder.

## Politik
Am 7. Januar 2015 wurde Balint Senatorin im Senat von Vermont. Von 2017 bis 2021 war sie als Nachfolgerin von Philip Baruth Mehrheitsführerin im Senat von Vermont. 
Sie kandidierte bei der Wahl 2022 für den Sitz Vermonts im Repräsentantenhaus des 118. Kongresses. Als Vertreter des progressive Parteiflügels setzte sie sich gegen die moderatere Vizegouverneurin Molly Gray in der Vorwahl durch. In der Hauptwahl gegen den Republikaner Liam Madden und die Libertäre Ericka Redic setzte sich Balint mit 62,8 % durch. Seit dem 3. Januar 2023 ist Balint Abgeordnete im Repräsentantenhaus der Vereinigten Staaten. Dort folgte sie auf den in den Senat der Vereinigten Staaten gewählten Peter Welch.
In der folgenden Kongresswahl 2024 trat sie zur Vorwahl der Demokraten als einzige Kandidatin an. Mit 62,5 % wurde sie in der Hauptwahl gegen den Republikaner Mark Coester in den 119. Kongress wiedergewählt. Balints aktuelle Legislaturperiode im Repräsentantenhaus des 119. Kongresses läuft noch bis zum 3. Januar 2027.

## Werke (Auswahl)
- The Girl in the Yellow Pantsuit
- Essays on Politics, History, and Culture